# Fontgombault
Fontgombault é uma comuna francesa na região administrativa do Centro, no departamento Indre. Estende-se por uma área de 10,69 km². Em 2010 a comuna tinha 252 habitantes (densidade: 23,6 hab./km²).